# Passage Foubert
Pour les articles homonymes, voir Foubert.
Le passage Foubert est une voie du 13e arrondissement de Paris, en France.

## Situation et accès

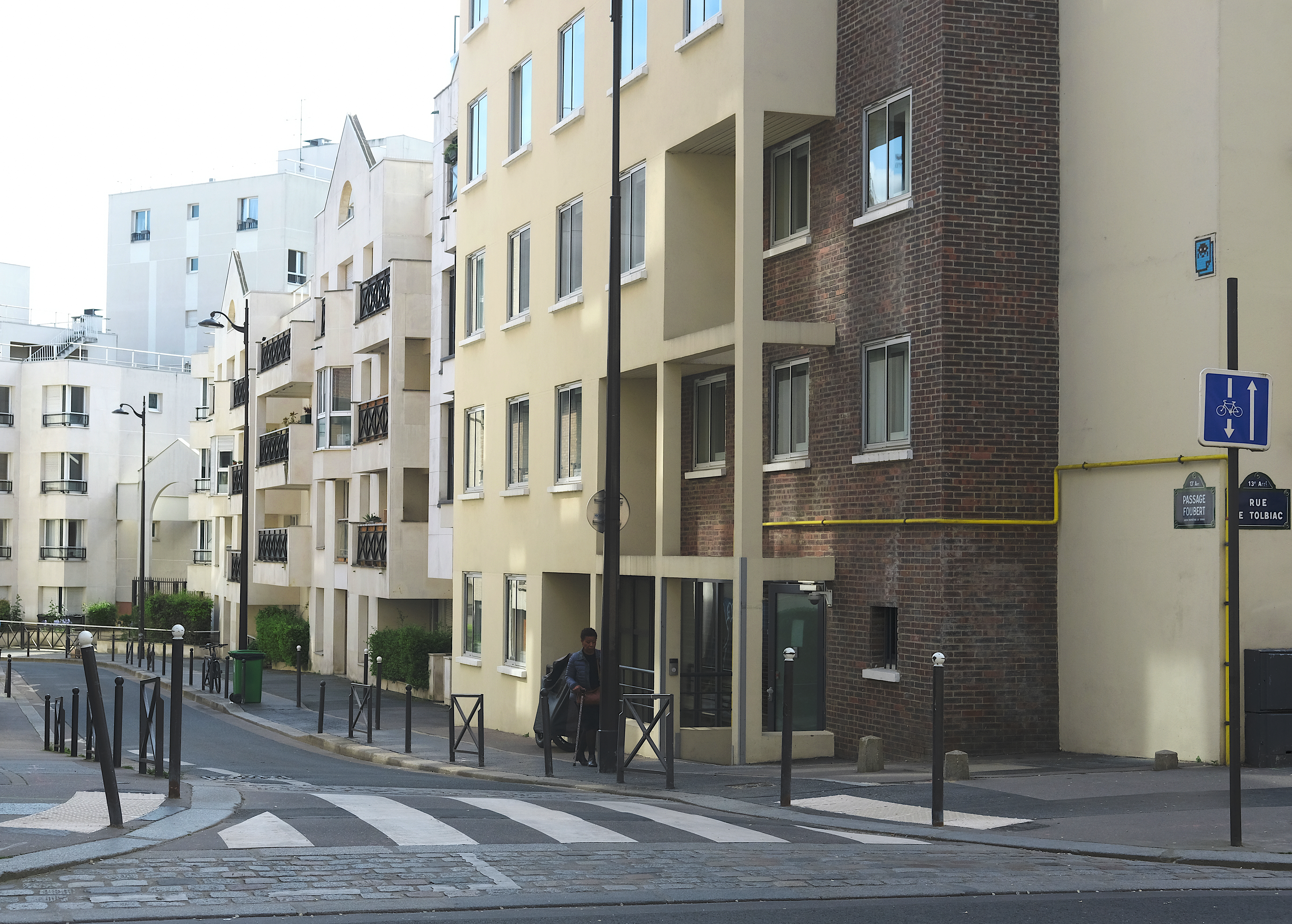
Le passage Foubert vu depuis la rue de Tolbiac.

Le passage Foubert est situé dans le 13e arrondissement de Paris. Il débute au 175 ter, rue de Tolbiac et se termine au 10, rue des Peupliers.

## Origine du nom
Cette rue fait référence au nom d'un propriétaire des terrains.

## Historique
Cette voie est ouverte vers 1905 et prend sa dénomination actuelle la même année.